# Ла Коломбаја (Пиза)
Ла Коломбаја је насеље у Италији у округу Пиза, региону Тоскана.
Према процени из 2011. у насељу је живело 9 становника. Насеље се налази на надморској висини од 623 м.